# Puente de Puente Sampayo
El puente de Puente Sampayo es un puente medieval que cruza el río Verdugo entre la parroquia civil de Puente Sampayo, en el municipio español de Pontevedra, y la parroquia civil de Arcade, en el municipio de Sotomayor.

## Historia
El puente está construido sobre cimientos romanos. Las primeras referencias a este puente se remontan a los siglos X y XI, cuando se llamaba "Ponti Sancti Pelagli de Lutto" (Puente de San Payo de Lodo) y pertenecía a los  condes de Borgoña. Cerca de este puente se encontraba la mítica fortaleza de San Payo de Lodo, lugar donde se enfrentaron los ejércitos de la reina Urraca de León y el arzobispo Gelmírez. En el año 997, Almanzor lo cruzó, destruyendo la fortaleza que lo defendía. Todo aquel que quisiera cruzar el río por el puente debía pagar un peaje, pero gracias al arzobispo de Santiago de Compostela, Diego Gelmírez, esta práctica terminó en el siglo XII.
El puente fue testigo de la batalla de Puente Sampayo contra la invasión francesa, que tuvo lugar los días 7 y 8 de junio de 1809 bajo un intenso fuego de cañones en ambas orillas del río Verdugo y en la que los franceses fueron derrotados.

## Descripción
Es un puente de piedra de 144 metros de largo y diez de ancho. Tiene diez arcos apuntados entre los cuales se encuentran grandes tajamares de planta triangular cubiertos con formas piramidales.
Dispone de un pretil de piedra, su calzada está pavimentada con adoquines y fue muy modificado y reconstruido en los siglos XVI y XVIII.
El puente forma parte de la carretera PO-264 y pertenece a la red viaria de la Junta de Galicia. El Camino Portugués a Santiago de Compostela atraviesa el puente.

## Cultura
En la plaza de España de Pontevedra se encuentra el monumento a los Héroes de Puente Sampayo. La parte central de granito simboliza uno de los pilares del Puente Sampayo, donde tuvo lugar la mayor parte de la batalla de 1809.

## Galería de imágenes

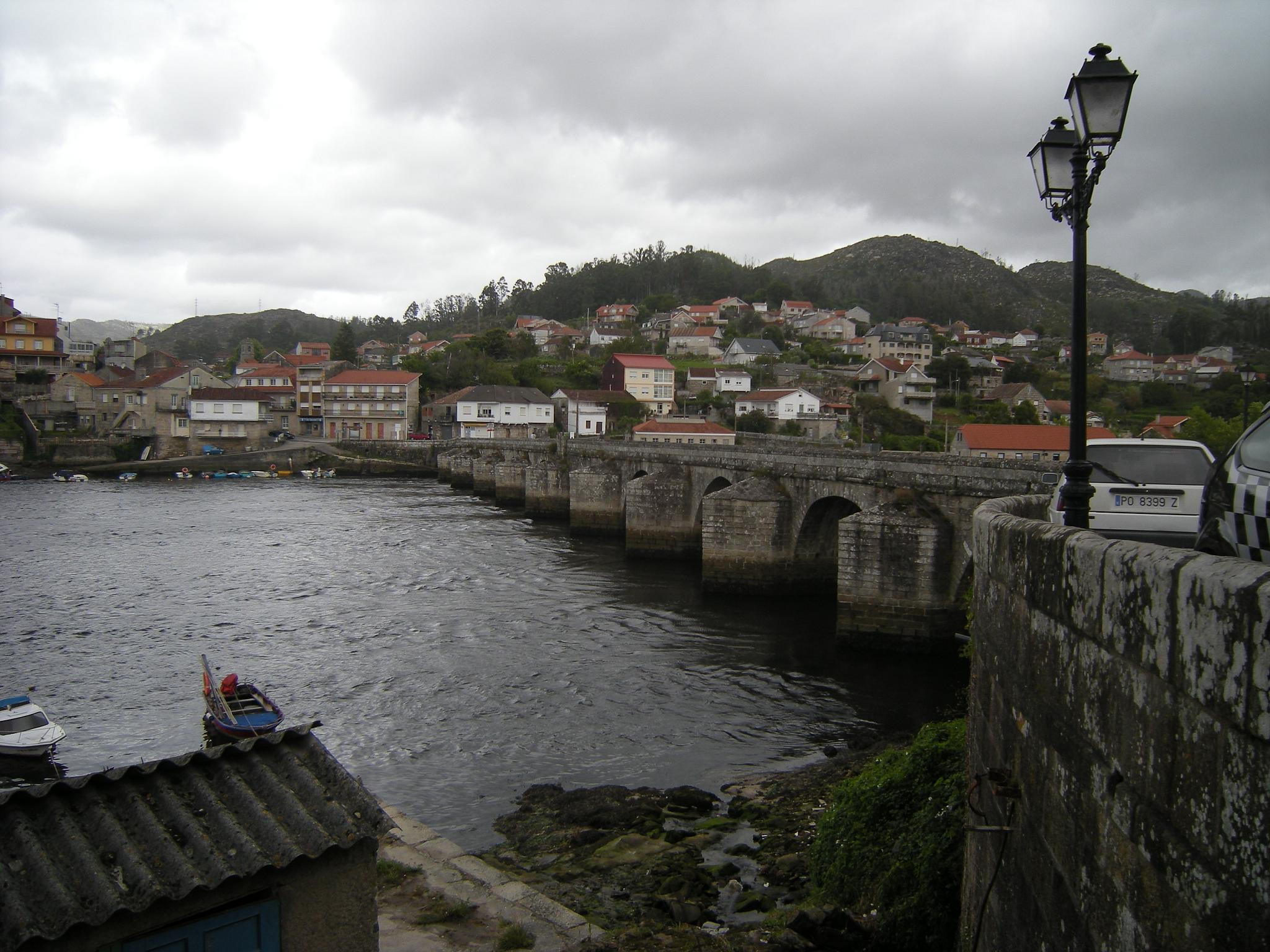
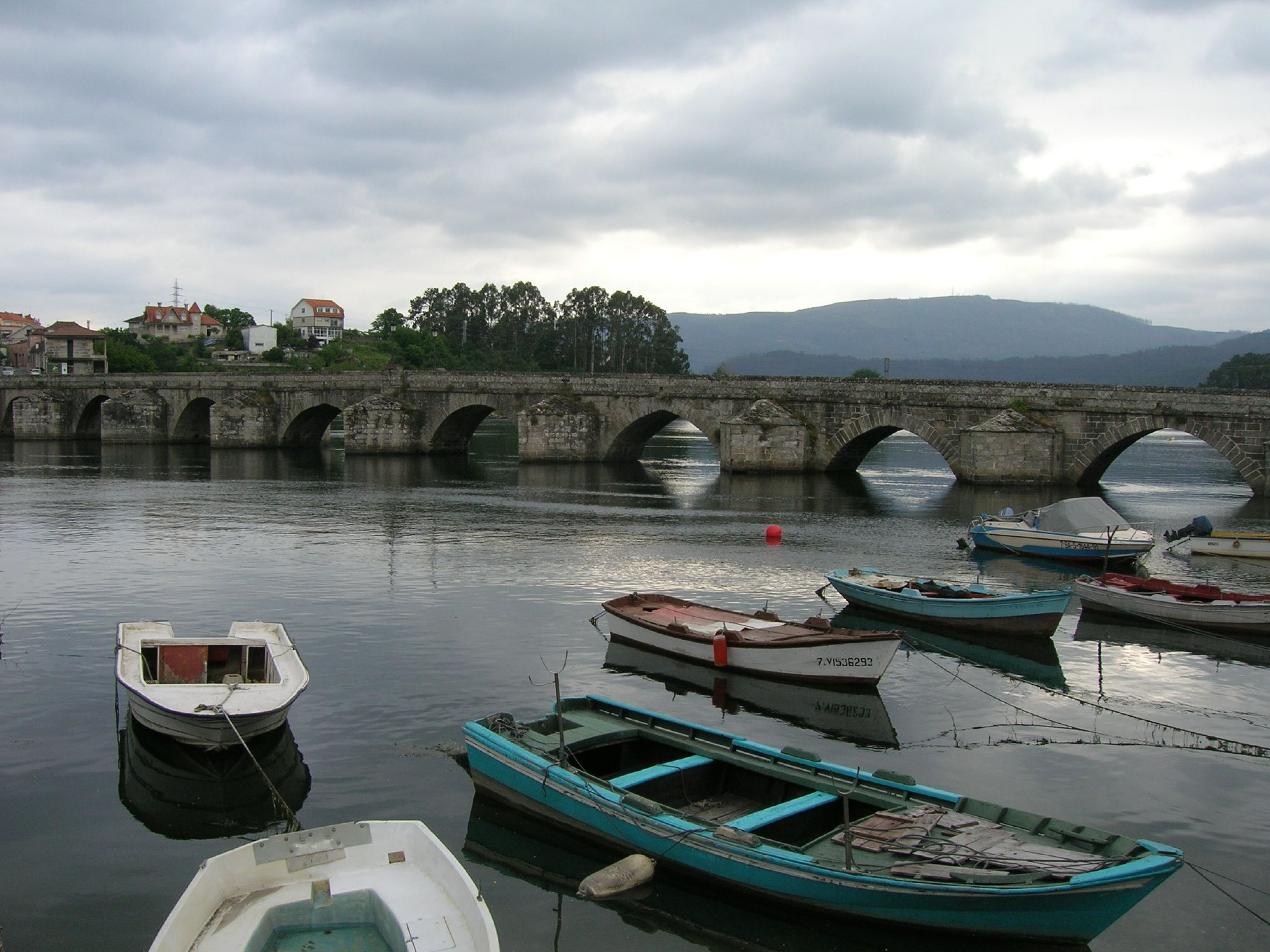
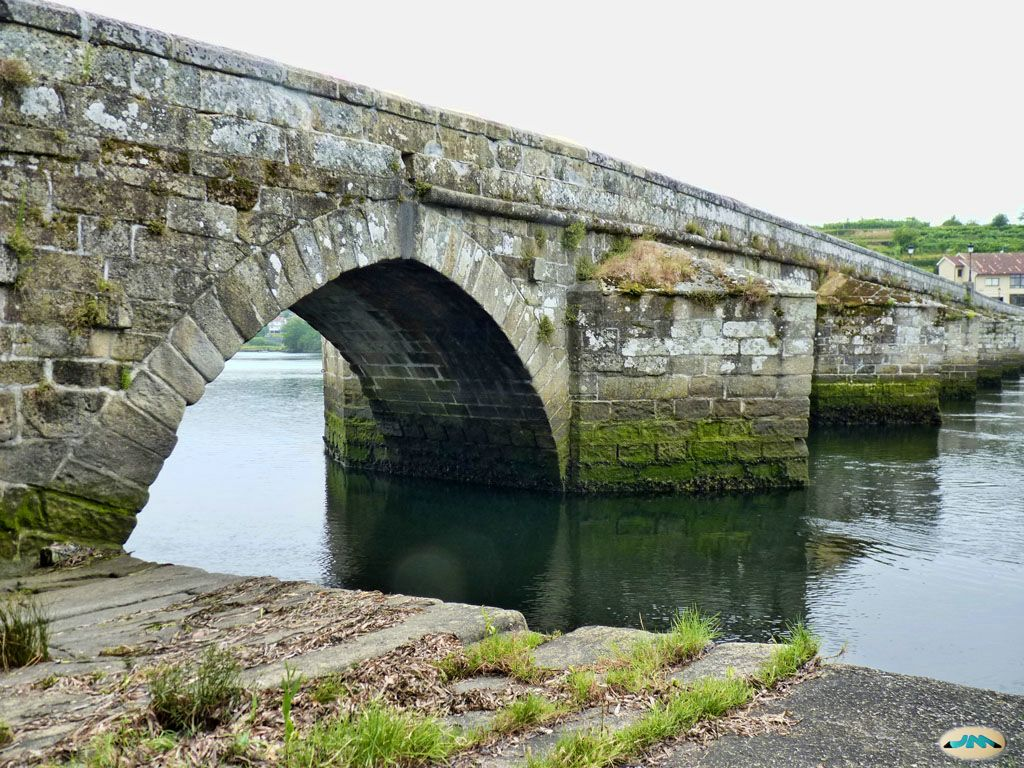
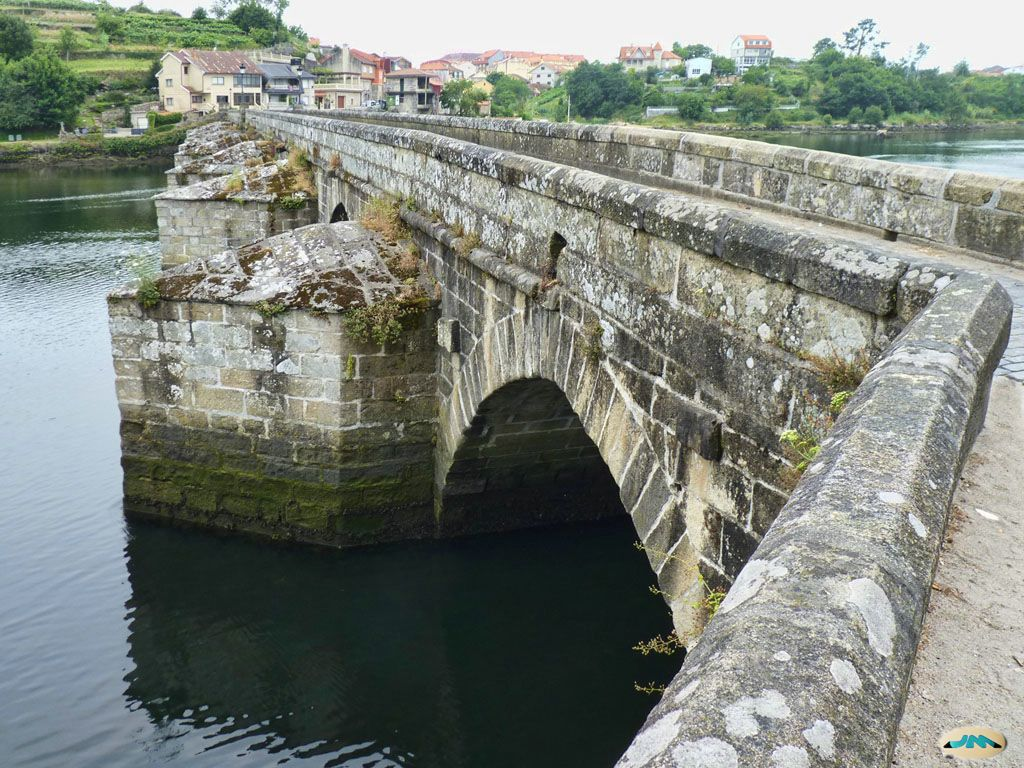
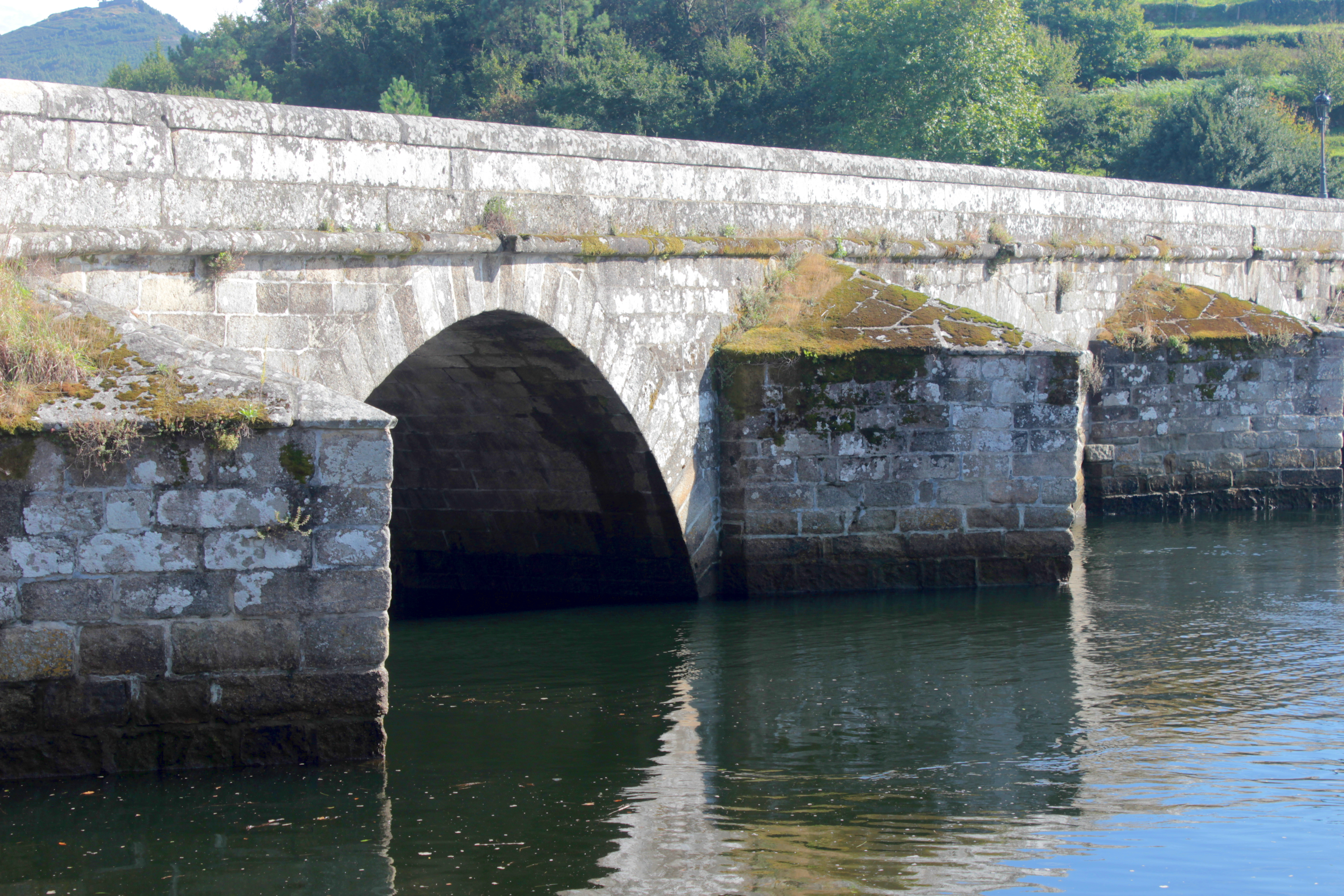
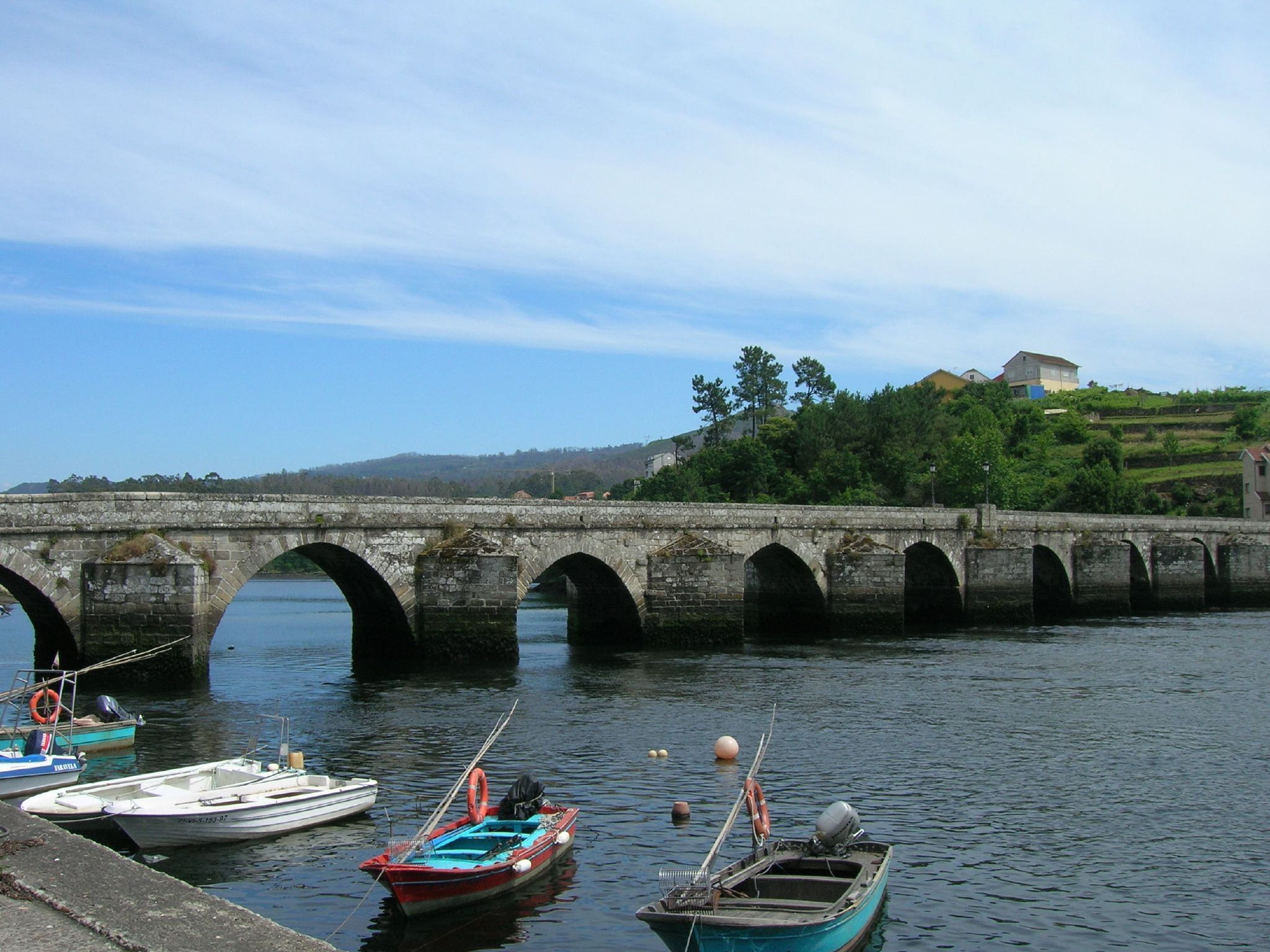
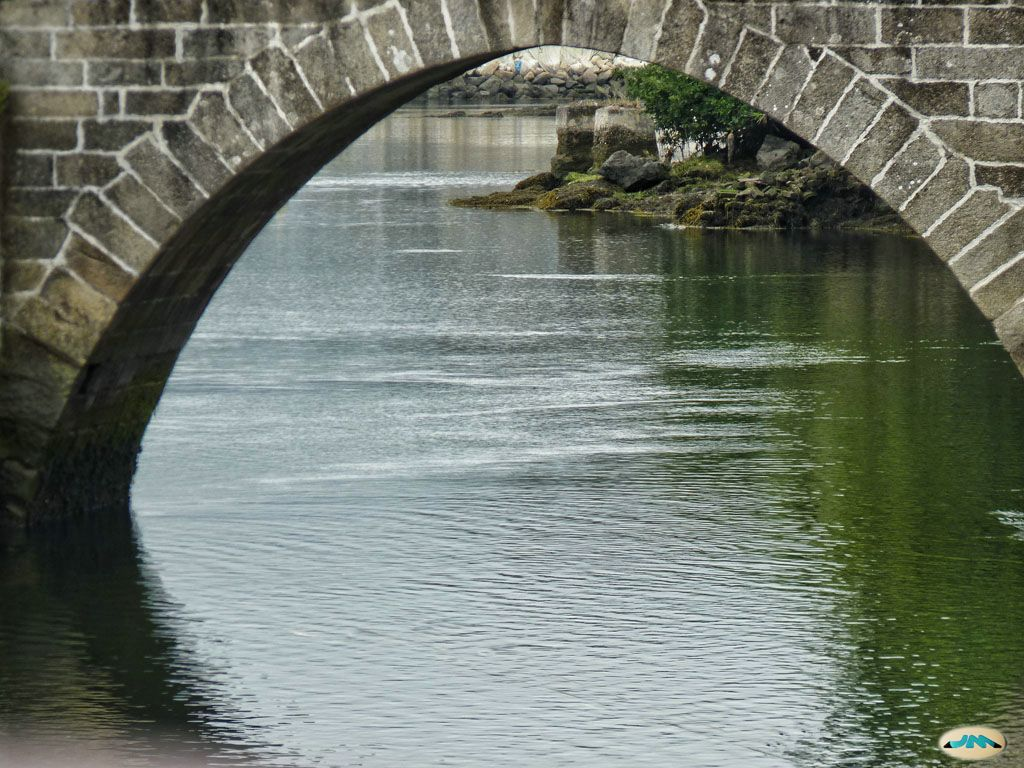
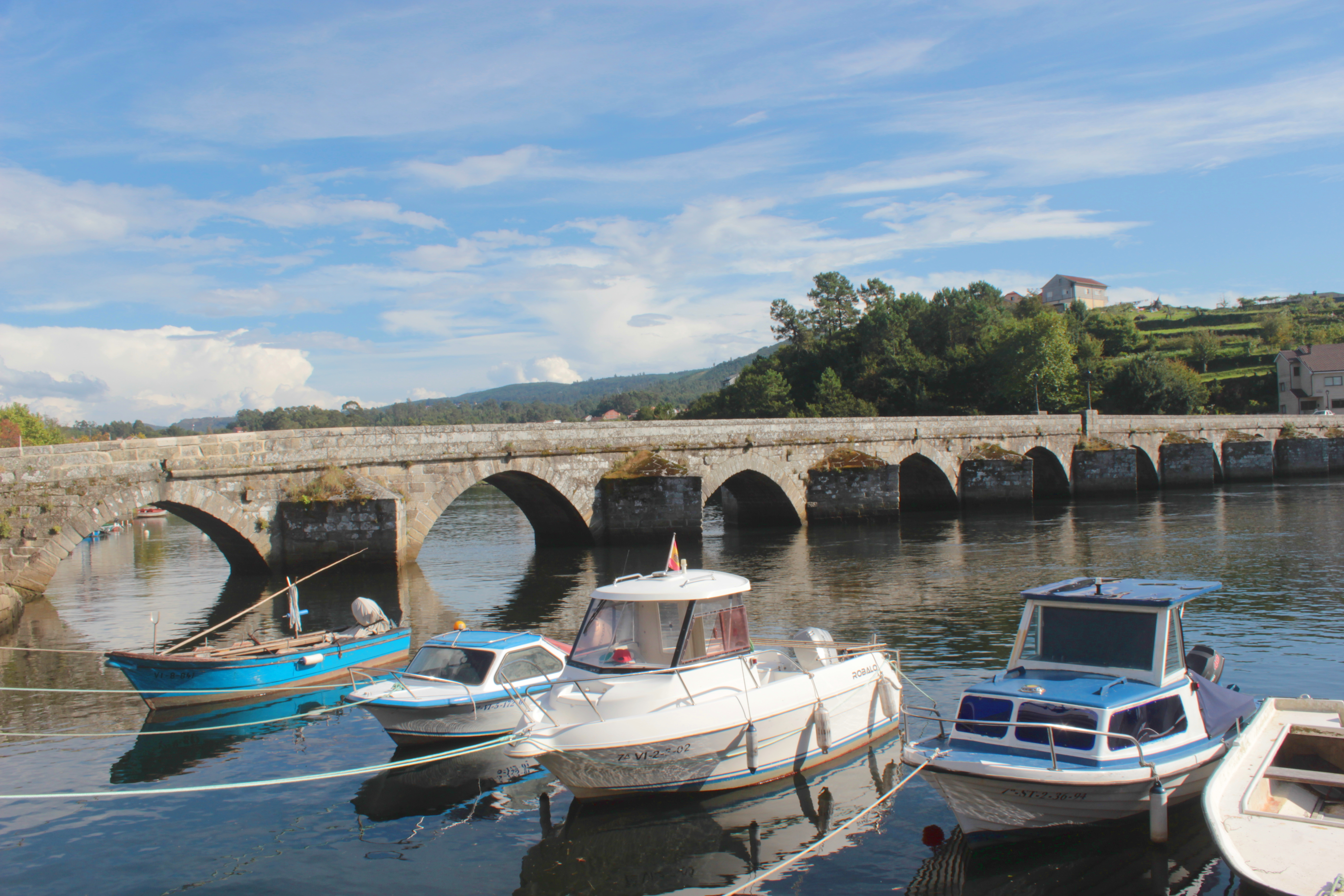